# Parathalassius maritimus
Parathalassius maritimus är en tvåvingeart som beskrevs av Igor Shamshev 1998. Parathalassius maritimus ingår i släktet Parathalassius och familjen styltflugor. Inga underarter finns listade i Catalogue of Life.